# 周祝公路
周祝公路是中華人民共和國上海市浦東新區一條東西走向道路，西起周浦鎮滬南公路，途徑六灶和祝橋，東至南祝路，全長18.14公里。由於周浦到祝橋沒有直線道路，兩地之間來往不便，需要繞道。上海市革命委員會於1970年2月16日同意建造周祝公路。1971年4月，周祝公路完工，同年5月1日正式通車。